# Franck Honorat
Franck Honorat (* 11. August 1996 in Toulon) ist ein französischer Fußballspieler. 
Der Stürmer spielt seit 2023 für Borussia Mönchengladbach. Des Weiteren ist Honorat ein ehemaliger französischer Nachwuchsnationalspieler.

## Karriere

### Verein
Honorat begann mit dem Fußballspielen in seiner Geburtsstadt bei Sporting Club de Toulon, bevor er über einen Umweg beim nahegelegenen US Sanaryenne in die Jugendabteilung von OGC Nizza wechselte. Er debütierte als Profi in der Ligue 1 im Alter von 17 Jahren am 3. November 2013 gegen Girondins Bordeaux. In den folgenden drei Jahren kam Honorat lediglich zu wenigen Kurzeinsätzen. Aus diesem Grund wurde er zur Saison 2016/17 in die Ligue 2 an den FC Sochaux verliehen. Dort hatte Honorat mit 24 Einsätzen im Punktspielbetrieb Spielpraxis erhalten, war aber nicht immer in der Startformation vertreten und ab März 2017 gehörte er des Öfteren auch nicht mehr zum Spieltagskader.
Nach Ende der Leihe wechselte Honorat 2017 ablösefrei innerhalb der Ligue 2 zu Clermont Foot. Honorat verpasste in der Saison 2017/18 in der Liga nur drei Spiele und schoss drei Tore (acht Vorlagen). Im August 2018 schloss er sich für eine Ablösesumme von zwei Millionen Euro der AS Saint-Étienne an, wurde aber noch für ein Jahr an seine alte Wirkungsstätte in Clermont-Ferrand verliehen. In der Saison 2018/19 war Honorat dann als rechter Mittelfeldspieler gesetzt und gab zehn Vorlagen (vier Treffer). Nach dem Ende des Leihvertrages folgte die Rückkehr zur AS Saint-Étienne, wo er sich allerdings nicht durchsetzen konnte.
Am 1. Juli 2020 wechselte Honorat für fünf Millionen Euro zu Stade Brest, wo er einen bis 2025 laufenden Vertrag unterzeichnete. Dort war er in der Saison 2020/21 über weite Strecken der Saison Stammspieler und trug mit fünf Vorlagen sowie acht Toren zum Klassenerhalt (Platz 17) bei. Auch in den folgenden beiden Spielzeiten war für die Bretonen Abstiegskampf angesagt und auch hier war Honorat Teil der Stammelf. Saisonübergreifend schoss er in der Ligue 1 17 Tore und gab 11 Vorlagen.
Im Sommer 2023 wechselte er nach Deutschland und schloss sich dem Bundesligisten Borussia Mönchengladbach an.

### Nationalmannschaft
Franck Honorat spielte in den Jahren 2012 bis 2014 für die französische U16-, U17-, U18- und U19-Nationalmannschaft.